# In einer kleinen Konditorei
In einer kleinen Konditorei ist ein romantisches deutsches Filmdrama von Robert Wohlmuth, das 1929 stumm gedreht und nachträglich mit einigen Dialogen versehen worden ist. Der Titel entspringt einer Erfolgsmelodie des Wiener Komponisten Fred Raymond aus dem Jahr 1928.
Die Uraufführung des Films in Deutschland erfolgte am 20. Januar 1930.  

## Handlung
Das junge Paar Suzette und André arbeitet im selben Lokal, Suzette als Kellnerin und André als Kaffeehausgeiger. Alles zwischen ihnen ist gut, bis die junge Frau durch einen Zufall ins Haus der mondänen Madame Langiere gerät, die das arglose Mädchen in ihrem zwielichtigen Salon für sich arbeiten lässt. Als André bemüht ist, seine Freundin aus den Fängen der skrupellosen Frau zu befreien, verfällt er ihren Reizen, die sie in ihrer berechnenden Art einsetzt. 
Schließlich wird André doch noch bewusst, wo er hingehört und was er wirklich will. Zusammen mit Suzette begibt er sich nach Nizza, wo man ihm den Posten eines Kapellmeisters angeboten hat.   

## Produktion
Die Filmbauten lagen in der Hand von Ludwig Reiber. Die Liedtexte stammen von Ernst Neubach. Der Film wurde am 14. Januar 1930 einer Prüfung unterzogen und lief am 20. Januar 1930 sowohl in Deutschland als auch in den Vereinigten Staaten an. 

## Kritik
Paul Ickes beurteilte den Film in der Filmwoche folgendermaßen: „Das Merkwürdige an diesem Film ist, daß er in der Idee ganz prachtvolle Ansätze zeigt, daß er in der Regie stellenweise hervorragend ist, daß seine Photographie das Mittelmaß an Qualität überschreitet, – daß aber in allem: in Regie, Idee und technischer Darbietung, eine erstaunliche Maßlosigkeit und Undiszipliniertheit besteht. Die besten Momente werden unglaublich ausgewalzt und steigern sich zu unwiderstehlicher Lächerlichkeit, die Idee bricht schon in der ersten Hälfte des Filmganzen ab und wird banal …“ Und zur „tonlichen Wiedergabe der Musik“, diese „zeichne sich nicht aus“.
Karlheinz Wendtland schrieb: „…denn dieses mit der heißen Nadel nachvertonte Opus hielt sich nur kurze Zeit in den Großstadtkinos und wurde dann in die Provinz verbannt. Es blieb die einzige Filmrolle beider Hauptdarsteller“.